# Cronologia do cristianismo
O objectivo desta linha de tempo é dar um relato detalhado do cristianismo a partir do início da era atual (AD) até o presente. Pontos de interrogação sobre as datas indicam datas aproximadas.

## Cronologia de Jesus
O ano um é o primeiro ano no Calendário cristão (não há ano zero), que é o calendário utilizado atualmente (em uníssono com o calendário gregoriano) em quase todo o mundo, devido ao domínio atual do mundo ocidental. Tradicionalmente, este foi considerado o ano em que Jesus nasceu, porém a maioria dos estudiosos modernos argumentam uma data anterior ou posterior, mais corretamente entre 6 a.C. e 4 a.C.
- 6 Herodes Arquelau deposto por Augusto, Samaria, Judeia e Idumeia foram anexadas como província da Judeia, sob a administração romana direta,[1] capital em Cesareia, Quirino se torna legado (governador) da Síria, realizado o Censo de Quirino, oposição dos Zelotes (JA18 , Lucas 2:1-3, Atos 5:37)
- 7-26 breve período de paz, Judeia & Galileia estiveram relativamente livres de revoltas e derramamento de sangue[2]
- 9 morre o líder fariseu Hilel, o Ancião, promoção temporária de Shammai
- 14-37 Tibério, imperador romano
- 18-36 Caifás, nomeado Sumo Sacerdote do Templo de Herodes pelo prefeito Valério Grato, deposto pelo legado da Síria, Lúcio Vitélio
- 19 judeus, judeus prosélitos, astrólogos, expulsos de Roma[3]
- 26-36 Pôncio Pilatos, prefeito (governador) da Judeia, enviado a Roma pelo legado sírio Lúcio Vitélio sobre as denúncias de violência em excesso (JA18.4.2)
- 28 ou 29 João Batista começou o seu ministério no ano de "15 de Tibério" (Lc 3:1-2), dizendo: "Arrependei-vos, porque o reino dos céus está perto" (Mt 3:1-2), um parente de Jesus (Lc 1:36), um nazireu (Lc 1:15), Batismo de Jesus (Mc 1:4-11), mais tarde preso e decapitado por Herodes Antipas (Lc 3:19-20), é possível que, de acordo com Josefo 'cronologia, João não foi morto, até 36 (JA 18.5.2)[4] Jesus começou o seu ministério depois de seu batismo por João e durante o governo de Pilatos, pregação: "Arrependei-vos, porque o reino dos céus está próximo" (Mt 4:12-17). Enquanto a historicidade das contas evangelho é questionada, em certa medida por alguns críticos e não-cristãos, a visão tradicional afirma a seguinte cronologia para o seu ministério: Tentação de Cristo, Sermão da Montanha, Nomeação dos Doze, Milagres, expulsando os vendilhões, Última Ceia, Detenção, Julgamento, Paixão, Crucificação na sexta-feira (Mc 15:42, Jo 19:42), 14 de Nisan (Jo 19:14, Mc 14:2), Evangelho de Pedro ou 15 de Nisan (Evangelhos Sinópticos), (7/04/30, 3/04/33, 30/03/33, possíveis datas em 14 de Nisan, - Meier), sepultamento por fariseus José de Arimateia e Nicodemos do Sinédrio, Ressurreição de Deus a Páscoa, aparições para Paulo de Tarso (1Co 15:3-9), Simão Pedro (Lc 24:34), Maria Madalena (Mc 16:9, Jo 20:10-18), e outros, Grande Comissão, Ascensão, Segunda Vinda para cumprir o resto da profecia messiânica como a Ressurreição dos mortos, o Julgamento final, o estabelecimento do Reino de Deus e a Era Messiânica.

## Era Apostólica
Pouco depois da Ascensão de Jesus, a Igreja de Jerusalém foi fundada como a primeira Igreja Cristã com cerca de 120 judeus e judeus prosélitos (Atos 1:15), segue-se Pentecostes (6 de Sivan), o incidente com Ananias e Safira, a defesa dos Apóstolos pelo fariseu Gamaliel (Atos 5), o apedrejamento de Estevão e a subsequente dispersão da igreja (Atos 7) que deu resultou no batismo de Simão Mago em Samaria e também a um eunuco etíope (Atos 8). A conversão de Saulo (Paulo), o "Apóstolo dos Gentios", na "Estrada para Damasco" é registrado primeiramente em Atos 9 (e em Gálatas 1:11–24). Pedro batiza o centurião romano Cornélio, que é tradicionalmente considerado o primeiro gentio convertido ao cristianismo. A Igreja de Antioquia foi fundada, foi lá que o termo "cristão" foi usado pela primeira vez (Atos 11:26).